# 杜塔裸吻魚
杜塔裸吻魚（學名：Psilorhynchus ngathanu）為輻鰭魚綱鯉形目裸吻魚科的一個種，分布於亞洲印度曼尼普爾邦欽敦江的杜塔河流域，本魚體延長，胸鰭水平呈吸盤狀，胸鰭之間的中腹區域無鱗，背鰭條上有兩排斑點，尾鰭上有兩條黑條紋，側線有方形到長方形的黑色斑塊，斑塊尺寸向後減小，背鰭軟條12枚、臀鰭軟條8枚，體長可達6公分，棲息在沙石底質、水流快速的溪流，屬底棲性，生活習性不明。